# Жаворонков Семен Федорович
Семе́н Фе́дорович Жа́воронков (рос. Семён Фёдорович Жаворонков; 23 квітня 1899 — 6 червня 1967) — радянський воєначальник, маршал авіації (25.09.1944).

## Життєпис
Народився в селі Сидоровська, нині — в межах міста Вічуга Івановської області Росії, в селянській родині. Росіянин. Від 1910 року працював на текстильній фабриці у Вічузі. У 1917 році вступив до лав РСДРП(б), у липні того ж року заснував Вічузький союз робітничої молоді.
З 1917 року — у лавах Червоної гвардії, з 1918 року — у лавах Червоної армії. Учасник Громадянської війни в Росії.
У 1926 році закінчив Військово-політичну академію РСЧА. З 1931 року — на військово-політичній роботі в РСЧА. У 1932 році закінчив Курси удосконалення командного складу при Військово-повітряній академії імені М. Є. Жуковського, у 1933 році — Качинську військову авіаційну школу льотчиків імені О. Ф. М'ясникова. З 1933 року — командир і комісар 34-ї авіаційної групи ВПС Чорноморського флоту.
У 1936 році закінчив оперативний факультет Військово-повітряної академії імені М. Є. Жуковського. З 1937 року — командир 5-го важкого бомбардувального авіаційного корпусу. У 1938—1939 роках — командувач ВПС Тихоокеанського флоту.
З липня 1939 року — командувач авіацією РСЧФ. На цій посаді перебував протягом усієї німецько-радянської війни. У лютому 1945 року займався організацією перельоту до СРСР іноземних делегацій для участі в Ялтинській конференції.
З 1946 року — заступник начальника, з 1949 року — начальник Головного управління цивільного повітряного флоту СРСР (ГУ ЦПФ СРСР), з 1957 року — перший заступник начальника ГУ ЦПФ СРСР. У 1949 році закінчив Вищі академічні курси при Військовій академії Генштабу СРСР.
У 1959 році вийшов у запас за станом здоров'я, займався науковою діяльністю.

## Нагороди
Нагороджений двома орденами Леніна (21.04.1940, 21.02.1945), чотирма орденами Червоного Прапора (14.08.1941, 22.01.1944, 03.11.1944, …), двома орденами Ушакова 1-го ступеня (19.08.1944, 28.06.1945), орденами Нахімова 1-го ступеня (14.09.1945), Кутузова 2-го ступеня (24.02.1945), Трудового Червоного Прапора і медалями.

## Вшанування пам'яті
Вставлено погруддя у м. Вічуга і меморіальну дошку в м. Іваново.
Ім'ям С. Ф. Жаворонкова названо вулиці в містах Іваново та Вічуга, а також Виборзьке авіаційне технічне училище цивільної авіації.
Почесний громадянин міста Вічуга Івановської області (2014, посмертно).